# Nomada rubra
Nomada rubra là một loài Hymenoptera trong họ Apidae. Loài này được Smith mô tả khoa học năm 1849.